# Санкционное право
Са́нкционное пра́во (англ. Sanctions Law) ―  подотрасль международного права и совокупность  норм внутригосударственного законодательства, международных договоров и правовых обычаев, которые регулируют административно-правовые, гражданско-правовые, трудовые и иные частноправовые отношения, по применению международно-правовых санкций и экономических санкций.

## Режим санкций
Режимы санкций делятся на географический режим (в отношении и на территорию конкретной страны) и тематический режим (права человека, наркотики, терроризм, заложники и неправомерно задержанные граждане США, кибератаки, коррупция, химическое оружие и его нераспространение).

## Оспаривание санкций
Существуют две основных процедуры оспаривания санкций, это административная процедура исключения и судебная процедура.

## Санкционирующие государства
Юридическую и практическую практику использования санкций в мире  применяют, в основном государства Евросоюза, США, Россия, Украина, Великобритания и некоторые страны Содружества наций, а также свои санкции вводит ООН:
- Австралия применяет санкции ООН и вводит вводит собственные санкции в форме ограничений на торговлю и коммерческую деятельность, замораживания активов и запретов на поездки посредством Закона об автономных санкциях 2011 года и Положений об автономных санкциях 2011 года.
- Австрия применяет санкции ООН и ЕС и имеет свои собственные автономные санкции.
- Израиль применяет санкции ООН посредством статьи 3 Закона о предотвращении распространения и финансирования оружия массового поражения 2018 года. Британский указ о торговле с врагом 1939 года был сохранён при создании Израиля в 1948 году и действует по сей день, налагая полный запрет на торговлю с «вражескими странами».
- Канада применяет санкции ООН. Канада вводит свои автономные санкции в форме ограничений на торговлю и коммерческую деятельность, замораживания активов и запретов на поездки посредством постановлений и положений, принятых в соответствии с Законом о специальных экономических мерах и Законом о правосудии для жертв коррупции среди иностранных должностных лиц. Канада также применяет санкционные меры против отдельных лиц посредством Закона о замораживании активов коррумпированных иностранных должностных лиц. Другие законодательные акты, включая Уголовный кодекс, Закон о разрешениях на экспорт и импорт и Закон об иммиграции и защите беженцев, ограничивают или налагают ограничения на определённые виды деятельности с иностранными государствами и иностранными лицами в связи с режимами санкций Канады.
- Мальта выполняет санкции ООН и ЕС.
- Новая Зеландия применяет санкции ООН и вводит свои автономные санкции и экспортные ограничения в отношении России и Беларуси посредством  Закона о санкциях в отношении России 2022 года, Положений о санкциях в отношении России 2022 года и  Уведомления об экспортном контроле (запрет экспорта в определённые места) 2022 года (№ 2) (которое запрещает экспорт товаров, предназначенных для военного использования или применения в Россию или Беларусь). Импортная пошлина в размере 35% применяется к товарам российского происхождения, импортируемым в Новую Зеландию. Новая Зеландия вводит другие санкции в соответствии с Законом об иммиграции 2009 года и Законом о борьбе с терроризмом 2002 года. Министерство  иностранных дел и торговли является национальным компетентным органом по санкциям в Новой Зеландии.
- Объединённые Арабские Эмираты применяют санкции ООН и автономные санкции, связанные с терроризмом.
- Россия выполняет санкции ООН. Россия вводит «контрсанкции» в ответ на санкции, введённые против России «недружественными странами».
- Сингапур выполняет санкции ООН. В Сингапуре нет своего общего законодательства об автономных санкциях, однако страна ввела санкции в ответ на вторжение России в Украину.
- Швейцария выполняет санкции ООН. Хотя Швейцария не является членом ЕС, она присоединяется к санкциям, введённым ЕС.
- Украина выполняет санкции ООН и вводит автономные санкции против российских лиц и организаций, а также лиц и организаций, связанных с Россией, в ответ на вторжение в Украину. Украина также вводит санкции ООН и присоединяется к санкциям ЕС в рамках различных режимов ЕС.
- Япония применяет санкции ООН и вводит автономные санкции посредством Закона о валютном обмене и внешней торговле 1949 года.

## Санкции ООН
Санкции ООН — принудительные меры, принимаемые Советом Безопасности ООН в отношении государства (части его территории или конкретно определённых лиц), которое отказывается выполнять обязанности, вытекающие из правоотношения международной ответственности. Санкции ООН являются промежуточными мерами, которые являются более суровыми, чем словесное осуждение, но менее суровыми, чем применение силы. Решение о применении санкций принимается Резолюциями СБ ООН. В международно-правовой доктрине 1950—1980-х годов санкции понимали как составляющую института ответственности. В последнее время отечественные и зарубежные учёные выделяют их в самостоятельный институт

## Санкционный режим в ЕС
Ограничительные меры или «санкции» являются важным инструментом общей и внешней политики безопасности ЕС. Заявляется, что они используются «для выполнения ключевых задач ЕС, таких как защита ценностей, интересов и безопасности ЕС и сохранении мира». В ЕС решения относительно режимов санкций принимаются Советом Европейского Союза на основе предложений Верховного представителя Союза по иностранным делам и безопасности. Комиссия ЕС вместе с Верховным представителем реализует эти решения посредством совместных предложений по правилам Совета. Соблюдение санкций ЕС обеспечивается государствами-членами ЕС.
В ЕС решения о санкциях принимают две формы:
- Решения Совета, которые имеют прямую обязательную силу для государств-членов ЕС;
- Регламенты Совета, которые являются обязательными для любого физического или юридического лица, находящегося под юрисдикцией ЕС, и не требуют переноса во внутреннее законодательство.

Санкции ЕС оспариваются в судах.

## Санкционный режим в США
Санкции США применяются в отношении третьих стран, и являются экстерриториальными. США распространяют юрисдикцию далеко за пределы своей территории через инструмент вторичных санкций, которые зачастую вводятся против третьих лиц и стран.

## Санкционный режим в Китае
Китай применяет санкции ООН. В июне 2021 года Китай принял Закон о борьбе с иностранными санкциями 2021 года (AFSL), который предусматривает реализацию контрмер в отношении организаций в иностранных государствах, которые приняли «дискриминационные и ограничительные» меры в отношении китайских физических и юридических лиц. Статья 12 разрешает физическим и юридическим лицам предъявлять иски о возмещении ущерба, причин\нного в результате соблюдения иностранных санкций, в китайских внутренних судах. В марте 2025 года премьер-министр Ли Цян подписал Постановление Госсовета № 803 «Положение о реализации Закона Китайской Народной Республики о запрете иностранных санкций».
Помимо этого, иностранные организации могут быть добавлены в «Список ненадёжных организаций» Китая, который запрещает этим организациям заниматься импортно-экспортной деятельностью, связанной с Китаем, запрещает им делать новые инвестиции в Китае и налагает запрет на поездки на высших руководящих лиц.
Китай также ввёл запрет на поездки для должностных лиц правительства США в ответ на объявление США китайских чиновников виновными в нарушении прав человека, наложил запрет на посещение Тайваня министрами иностранных дел, наложил запрет на продажу оружия американским оборонным компаниям Тайваню и заблокировал импорт из Литвы в ответ на открытие Литвой тайваньского представительства в Вильнюсе.

## Санкционный режим в Великобритании
Великобритания реализует ряд  режимов санкций  (ООН и автономных) посредством положений, принятых в соответствии с Законом о санкциях и борьбе с отмыванием денег 2018 года. Режимы санкций Великобритании вступили в силу 1 января 2021 года (после Brexit). Некоторые санкционные меры применяются посредством других законодательных актов, таких как Закон об иммиграции 1971 года и Указ о контроле за экспортом 2008 года.

### Дополнительные территории
- Бермудские острова — самоуправляемая британская заморская территория, на которой действуют санкции Великобритании. В отличие от других заморских территорий (например, см. Каймановы острова), санкции Великобритании не вступают в силу автоматически через постановления Совета, принимаемые Тайным советом Великобритании. Они вводятся во внутреннее законодательство Законом о международных санкциях 2003 года, Положением о международных санкциях 2013 года и Положением о внесении поправок в Положение о международных санкциях 2020 года.
- Британские Виргинские острова  являются самоуправляемой британской заморской территорией. Санкции Великобритании распространяются на БВО посредством Указов в Совете, принятых Тайным советом Великобритании.
- Гибралтар — самоуправляемая британская заморская территория. Закон о санкциях Гибралтара предусматривает соблюдение санкций Великобритании, ООН и ЕС, а также автономный режим санкций.
- Джерси — коронное владение Британской короны, которое в целом соблюдает санкции Великобритании и ООН.
- Каймановы острова — самоуправляемая британская заморская территория. Санкции Великобритании распространяются на Каймановы острова посредством Указов в Совете, принятых Тайным советом Великобритании.
- Мэн — коронное владение Британской короны, которое в целом соблюдает санкции Великобритании] и ООН.

## Санкционный режим в Канаде
Канада применяет санкции ООН. Канада вводит свои автономные санкции в форме ограничений на торговлю и коммерческую деятельность, замораживания активов и запретов на поездки посредством постановлений и положений, принятых в соответствии с Законом о специальных экономических мерах и Законом о правосудии для жертв коррупции среди иностранных должностных лиц. 
Канада также применяет санкционные меры против отдельных лиц посредством Закона о замораживании активов коррумпированных иностранных должностных лиц. Другие законодательные акты, включая Уголовный кодекс, Закон о разрешениях на экспорт и импорт и Закон об иммиграции и защите беженцев, ограничивают или налагают ограничения на определённые виды деятельности с иностранными государствами и иностранными лицами в связи с режимами санкций Канады.

## Базы данных санкций
OpenSanctions  — проект с открытым исходным кодом с интеграцией OpenSanctions-wikidata Фридриха Линденберга, отслеживающий санкции и финансовые ограничения в отношении активов и «лиц и компаний, представляющих политический, криминальный или экономический интерес».

## Вторичные санкции
Вторичные санкции – это ограничения, накладываемые на третьи страны, компании или частные лица, которые взаимодействуют с объектом основных санкций, что может подорвать или обойти цели этих основных санкций. Они используются для усиления давления на объект санкций, вынуждая его соблюдать требования. 